# Campbellobates latohumeralis
Campbellobates latohumeralis är en kvalsterart som beskrevs av Hammer 1967. Campbellobates latohumeralis ingår i släktet Campbellobates och familjen Oripodidae. Inga underarter finns listade.